# Jan Mijnlieff
Jan Mijnlieff (Nieuwerkerk aan den IJssel, gedoopt 21 december 1766 - Ouderkerk aan den IJssel, 10 januari 1823) was een Nederlandse ambachtsheer, schout en koopman.
Mijnlieff werd in 1766 in Nieuwerkerk aan den IJssel geboren als zoon van Arij Mijnlieff en Geertje Ho(o)gendijk. In 1793 kocht hij de ambachtsheerlijkheid Ouderkerk van Jan Smits Jansz uit Lekkerkerk en werd daardoor ambachtsheer van Ouderkerk. In 1817 werd hij benoemd tot schout van de toenmalige gemeente Ouderkerk aan den IJssel, hij vervulde tevens de functie van secretaris van de gemeente.
Mijnlieff trouwde op 18 november 1792 te Nieuwerkerk aan den IJssel met Maria Goedhart. Hij overleed in 1823 op 56-jarige leeftijd in Ouderkerk aan den IJssel. Hij werd als schout en ambachtsheer van Ouderkerk aan den IJssel opgevolgd door zijn zoon Dirk.